# Odmenje
Odmenje (cyr. Одмење) – wieś w Serbii, w okręgu raskim, w mieście Kraljevo. W 2011 roku pozostawała niezamieszkana.